# Ludwig Ferdinand Huber
 (septembre 2022).
La mise en forme du texte ne suit pas les recommandations de Wikipédia : il faut le « wikifier ».
Les points d'amélioration suivants sont les cas les plus fréquents. Le détail des points à revoir est peut-être précisé sur la page de discussion.
- Les titres sont pré-formatés par le logiciel. Ils ne sont ni en capitales, ni en gras.
- Le texte ne doit pas être écrit en capitales (les noms de famille non plus), ni en gras, ni en italique, ni en « petit »…
- Le gras n'est utilisé que pour surligner le titre de l'article dans l'introduction, une seule fois.
- L'italique est rarement utilisé : mots en langue étrangère, titres d'œuvres, noms de bateaux, etc.
- Les citations ne sont pas en italique mais en corps de texte normal. Elles sont entourées par des guillemets français : « et ».
- Les listes à puces sont à éviter, des paragraphes rédigés étant largement préférés. Les tableaux sont à réserver à la présentation de données structurées (résultats, etc.).
- Les appels de note de bas de page (petits chiffres en exposant, introduits par l'outil «  Source ») sont à placer entre la fin de phrase et le point final[comme ça].
- Les liens internes (vers d'autres articles de Wikipédia) sont à choisir avec parcimonie. Créez des liens vers des articles approfondissant le sujet. Les termes génériques sans rapport avec le sujet sont à éviter, ainsi que les répétitions de liens vers un même terme.
- Les liens externes sont à placer uniquement dans une section « Liens externes », à la fin de l'article. Ces liens sont à choisir avec parcimonie suivant les règles définies. Si un lien sert de source à l'article, son insertion dans le texte est à faire par les notes de bas de page.
- La présentation des références doit suivre les conventions bibliographiques. Il est recommandé d'utiliser les modèles {{Ouvrage}}, {{Chapitre}}, {{Article}}, {{Lien web}} et/ou {{Bibliographie}}. Le mode d'édition visuel peut mettre en forme automatiquement les références.
- Insérer une infobox (cadre d'informations à droite) n'est pas obligatoire pour parachever la mise en page.

Pour une aide détaillée, merci de consulter Aide:Wikification.
Si vous pensez que ces points ont été résolus, vous pouvez retirer ce bandeau et améliorer la mise en forme d'un autre article.
Pour les articles homonymes, voir Huber.
Ludwig Ferdinand Huber (Paris, 14 septembre 1764 - Ulm, 24 décembre 1804) est un écrivain, traducteur et journaliste allemand à l'époque des Lumières et de la Révolution française, fils de Michael Huber.
Après avoir travaillé quelque temps à Dresde dans le bureau du ministre de Stutterheim, il devient, en 1787, secrétaire de la légation saxonne à Mayence. En 1793, Huber prend avec lui la famille de son ami Jean-Georges Forster, dont il épouse la veuve l'année suivante, et se consacre désormais tout entier à la littérature. Il devient, en 1798, directeur de la Gazette universelle de Leipzig, et, en 1804, conseiller supérieur de l'instruction publique dans la nouvelle province bavaroise de la Souabe ; mais une mort prématurée l'enlève peu de mois après.

## Biographie
Huber, né le 14 septembre 1764, est le fils de Michael Huber (1727 - 1804), qui a fait connaître en France la littérature allemande de son temps. Pendant son enfance, il déménage  à Leipzig avec ses parents, où il apprend de nouvelles langues et fait preuve d'un vif intérêt pour la littérature française et anglaise. Il devient l'ami de Christian Gottfried Körner, le père du poète Theodor Körner, et tombe amoureux à Dresde de la belle-sœur de Christian Körner, Malerin Dora Stock. Il entre également en contact avec Friedrich Schiller, qui est un ami proche de Körner, et avec lequel il lie une amitié qui durera toute sa vie. A Leipzig, il est initié à la loge maçonnique Minerve aux Trois Palmes (de). 
En 1785, il traduit en allemand La folle journée ou le Mariage de Figaro de Beaumarchais.
En 1787, il devient secrétaire de la légation de Saxe à l'électorat de Mayence, poste qu'il occupe jusqu'à l'occupation française en 1792. Selon un rapport secret du printemps 1792, Huber compte parmi les "plus notables démocrates et conseillers révolutionnaires" de Mayence, aux côtés de Georg Forster et Wilhelm Heinse.
Son ami Forster part à Paris comme député de la République de Mayence pour y promouvoir l’adhésion de la République de Mayence à la République française, et laisse sa femme Thérèse appauvrie, ainsi que le reste de sa famille. Herber se propose de s'en occuper; par amour pour la jeune femme talentueuse de Forster, il abandonne son poste diplomatique et rompt ses fiançailles avec Dora Stock.
Il part avec Thérèse Forster à Bôle dans le canton de Neuchâtel en Suisse, et se marie avec Thérèse après la mort de Forster en 1794. A cette époque, il se trouve en contact étroit avec l'écrivain Isabelle de Charrière qui vit à Colombier, tout proche. Isabelle de Charrière tient salon et prend Thérèse, la fille de Forster, comme associée. 
Il traduit alors en allemand les œuvres d'Isabelle de Charrière, de son élève Isabelle de Gélieu, et s'occupe de leur publication dans l'édition de Johann Friedrich Cotta.
En mars 1798, Huber devient rédacteur en chef adjoint du quotidien politique édité par Cotta à Tübingen. Le journal ayant été interdit par la Cour de justice de Vienne pour des raisons politiques, Johann Friedrich Cotta publie le journal à Stuttgart sous le nom de Allgemeine Zeitung (journal généraliste), avec alors Huber comme rédacteur en chef. Un conflit avec le duc de Wurtemberg amène Cotta à délocaliser en 1803 le journal dans le Neu-Ulm bavarois. 
L’année suivante, Huber est nommé au Conseil de l’instruction publique du nouveau district de Souabe, dans l’État de Bavière.
Il meurt peu après.

## Œuvres
Ses œuvres consistent, en majeure partie, en traductions et en critiques artistiques. Il traduisit en allemand un grand nombre de pièces françaises, telles que la Guerre ouverte (Manheim, 1788); la Vieillesse de Figaro (Leipzig, 1785); les Aventures d'une nuit (Manheim, 1789), etc., qui se trouvent réunies dans son Théâtre moderne français (Leipzig, 1795-1797, 3 vol.). 
On lui doit, en outre, des Récits (Brunswick, 1800-1802), les Préliminaires de paix (Berlin, 1773-1796, 10 vol.). Ses critiques d'art ont été réunies dans ses Œuvres mêlées (Berlin, 1793, 2 vol.). Enfin, après sa mort, sa veuve publia ses Œuvres complètes depuis 1802 (Tubingue, 1806-1819, 6 vol.). 

## Source
- Wikisource: Ludwig Ferdinand Huber
- Literatur von und über Ludwig Ferdinand Huber dans le catalogue de la Bibliothèque Nationale Allemande.
- Werke von und über Ludwig Ferdinand Huber dans la bibliothèque numérique allemande.
- Anne Hofmann: Ludwig Ferdinand Huber, dans le Dictionnaire historique de la Suisse.
- Grand dictionnaire universel du XIXe siècle